# Colli della Città
Colli della Città è un'area archeologica che si trova nel comune di Torrita Tiberina della Città metropolitana di Roma, nella Valle del Tevere.

## Toponomastica
Nella toponomastica locale popolare Colli della Città è probabilmente riferito ai resti di una città che si trovano nella località del comune di Torrita Tiberina.

## Epoca preistorica
Nel periodo del paleolitico sui terrazzi fluviali del Tevere a Colli della Città è attestata un'area di industria litica. Diversi studi condotti anche dal CNR hanno appurato una frequentazione nell'arco temporale che va dalla preistoria, epoca neolitica all'età del bronzo.
La presenza di industrie litiche sui terrazzi fluviali del Tevere a Colli della Città è attestata anche da studi condotti nei primi anni '50 dal Museo delle Civiltà Etnografico e Preistorico.  Per l’associazione di scarti di lavorazione con strumenti litici rifiniti si ipotizza la presenza di una stazione preistorica di cultura musiteriana-pontiniana, sui terrazzi fluviali tiberini, nel periodo del paleolitico medio, associato principalmente alla presenza dell'Homo neanderthalensis.

## Epoca arcaica
Sui terrazzi fluviali del Tevere è stato individuato un insediamento arcaico orientaleggiante chiamato appunto Colli della Città, tra l'asse della viabilità antica paratiberina e il fiume Tevere. 
Correlate al sito sono state individuate diverse necropoli tra cui quelle di Grotte Pinte.

## Territorio
L'area ricade sotto la tutela della Rete Natura 2000 "Habitat" SIC (Sito di Interesse Comunitario) ZPS (Zona di Protezione Speciale) contigua alla Riserva naturale di Nazzano, Tevere-Farfa.